# Brunerella magnifica
Brunerella magnifica är en insektsart som beskrevs av Young 1952. Brunerella magnifica ingår i släktet Brunerella och familjen dvärgstritar. Inga underarter finns listade i Catalogue of Life.